# Batu Rongkam
Batu Rongkam is een bestuurslaag in het regentschap Karo van de provincie Noord-Sumatra, Indonesië. Batu Rongkam telt 1452 inwoners (volkstelling 2010).